# 生き餌

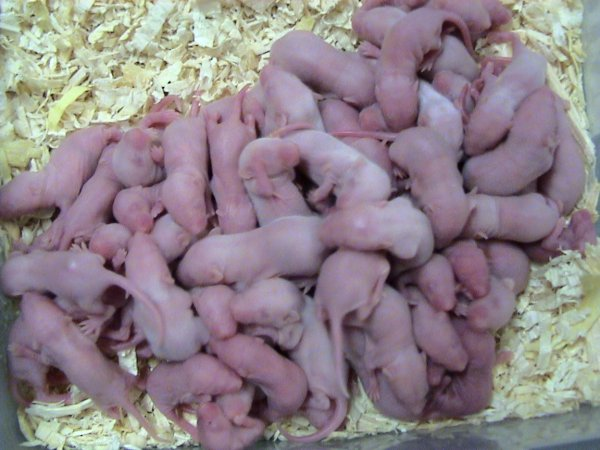
爬虫類用の生き餌として販売されているネズミ。

生き餌（いきえ、いきえさ、英: Live food、Live Baits）とは、生きた小動物を加工せずに餌にすることを指す。生餌、活き餌、活餌とも書かれる。

## 概要
釣りの際、魚が野生状態で食べているものを餌にすることで、いわば釣りの基礎である。釣りの対象になる魚貝類の好むもの全てが餌と呼べるが、当然餌の種類も多種になる。小動物が選ばれることが多い。それも棘や殻のないものが食べやすいから、裸の柔らかい小動物、たとえばミミズやゴカイなどが餌に選ばれることが多い。他にウジ虫をおがくずにまぶして販売されている事もある（釣り餌としての呼称は『サシ』『サバムシ』など）。
自分で掘って探してもよいが、釣具店では生き餌も販売されている。これを針に通すようにつける。針が餌の体から見えない方がよいが、方法は様々である。海の場合、小海老や小魚を釣り餌とする例も多い。他にユムシ等も地方によっては使われる。
渓流では川虫が最も生き餌の対象となる。しかし、ヤマメ、イワナ、オイカワ、カワムツなど、比較的多くの川魚は夏季には水面に落下した昆虫を食べることも多いため、アリやバッタなどの陸生昆虫を餌にすることもできる。

## 動物の飼育に使われる生き餌
肉食魚などの飼育には生き餌が用いられることもある。この場合は、メダカ、ワキンなどの安価な魚や、コオロギやミルワームなどの昆虫、エビやザリガニ、カエルなどが使われる。

## その他の釣り用の餌
- ルアー：小魚などを模した疑似餌。
- 毛針：小さい虫に見えるように、毛を釣り針に付けたもの。